# Губин (Вишгородський район)
Губин — село в Україні, у Іванківській селищній громаді Вишгородського району Київської області.

## Історія

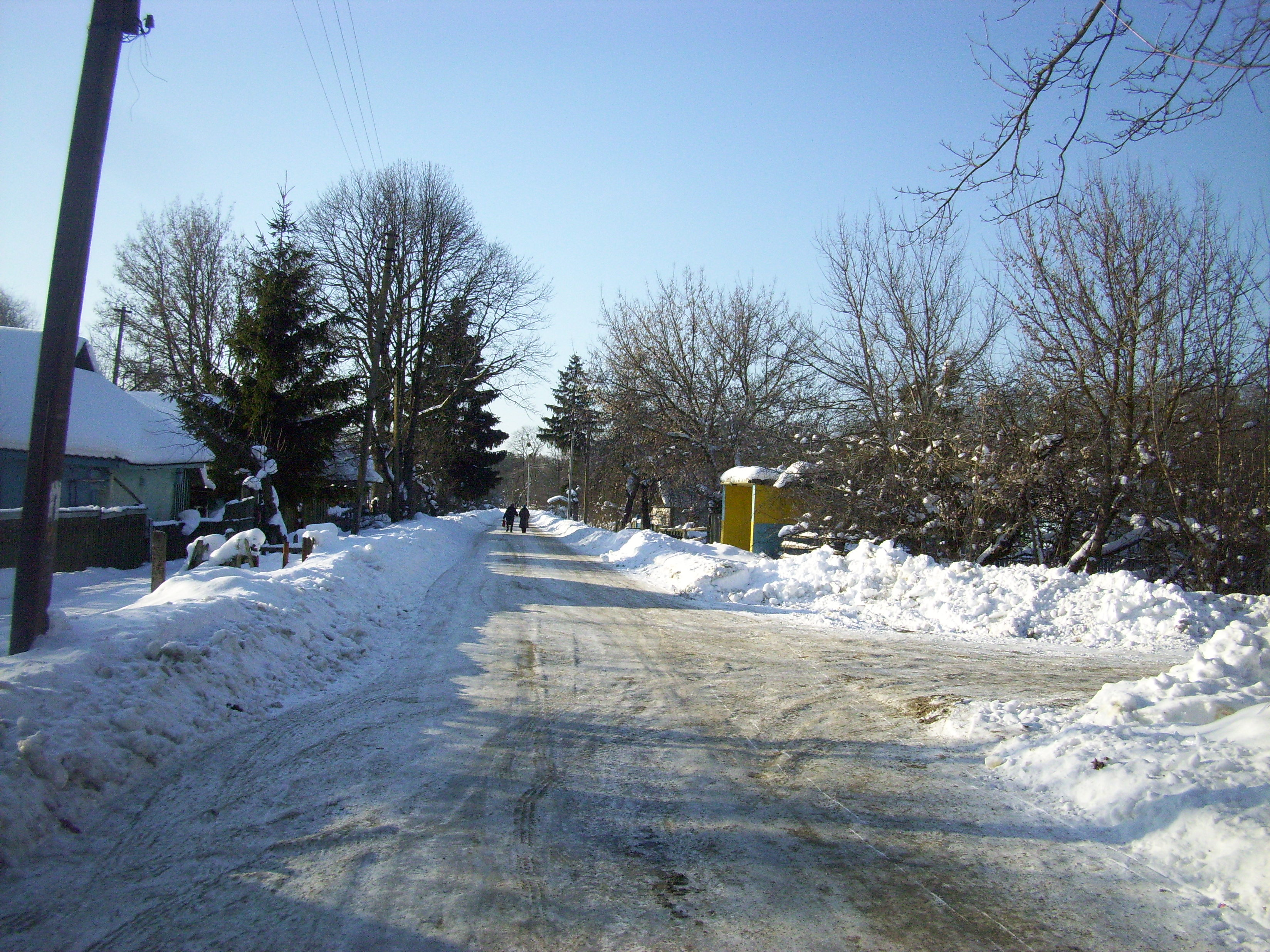
Центральна вулиця — Чорнобильська (колишня Леніна)

Поблизу села виявлено залишки кількох поселень доби неоліту та бронзи.
За свідченнями місцевих жителів, село було засноване в XVIII ст. Місцева пам'ятка — древнє кладовище, із захороненнями від часу заснування села до сьогодення. Досі зберігся лише фундамент панського маєтку. За радянських часів у Губині розташовувалася значна за розмірами колгоспна артіль, було розвинуте сільське господарство, діяло Губинське лісництво. 
7 (20) листопада 1917 року, відповідно до Третього Універсалу Української Центральної Ради, увійшло до складу Української Народної Республіки.
Населення на початок XX століття становило близько 500 осіб, на момент чорнобильської аварії - близько 300.
Згідно архівних даних та свідчень мешканців, під час Німецько-радянської війни в районі села проходили інтенсивні бойові дії. Значна кількість боєприпасів досі знаходиться на місцевості.
19 липня 2020 року, в результаті адміністративно-територіальної реформи та ліквідації Іванківського району, село увійшло до складу новоутвореного Вишгородського району.
З кінця лютого до 1 квітня 2022 року село було окуповане російськими військами.

## Чорнобильська аварія

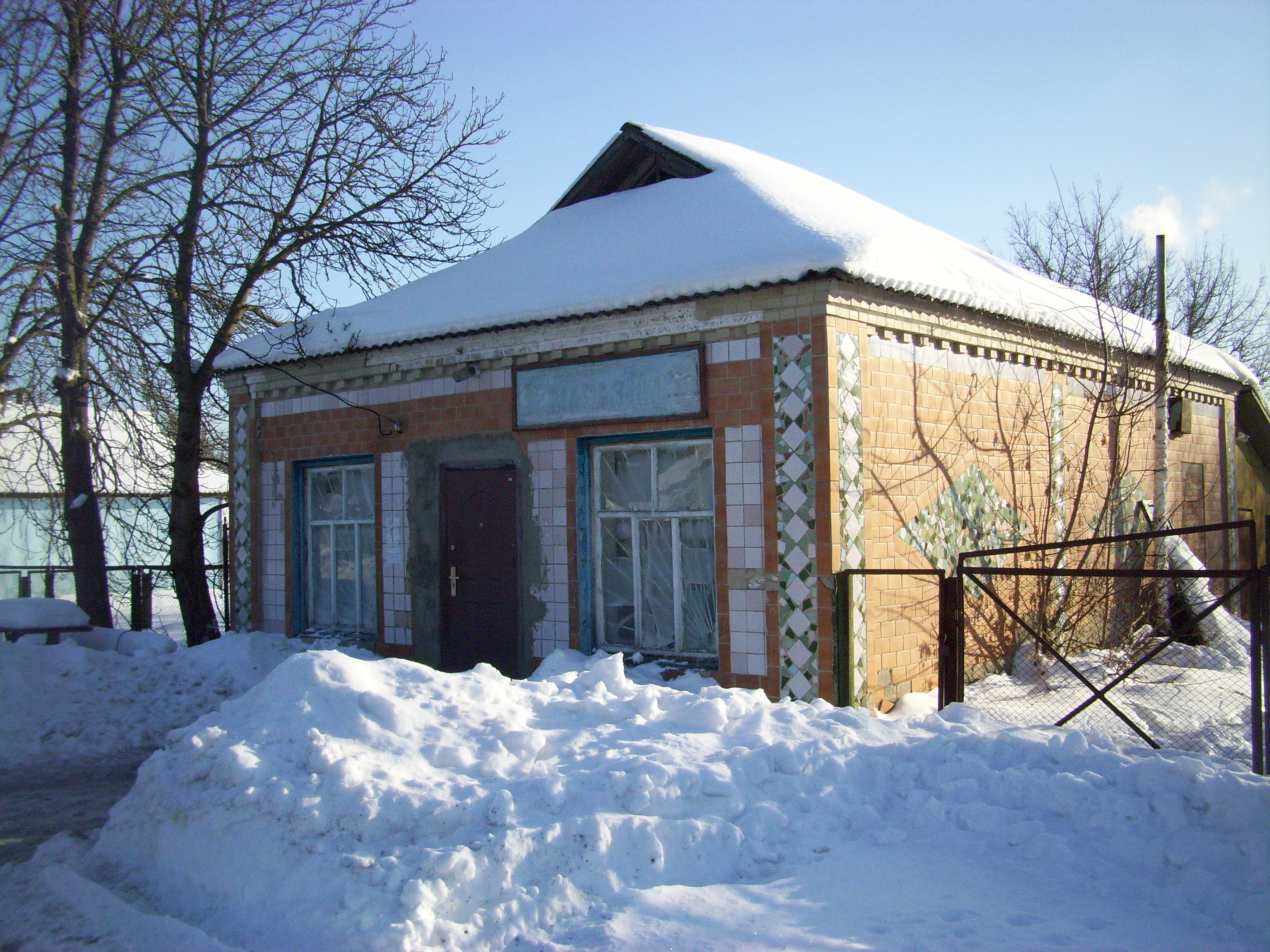
Колишній магазин с. Губин

Після Чорнобільської аварії, незважаючи на початкові плани, село не було евакуйоване, і не ввійшло до Зони відчуження, хоча її межа пролягла безпосередньо за селом. Деякі вихідці із Губина, які мешкали у Чорнобилі та на інших територіях зони відчуження, повернулися до села. У рамках захисту населення від Чорнобильської катастрофи була створена належна інфраструктура (асфальтове покриття, безкоштовна газифікація кожного будинку, водопостачання тощо), а також побудовано новий двоповерховий цегляний клуб замість старого дерев'яного.
Однак, незважаючи на такі заходи, почався занепадок, характерний для сучасного стану сіл Полісся та всієї України. Значна частина жителів покинула Губин, і не останню роль в цьому зіграла Чорнобильська катастрофа. Двоповерховий клуб було закинуто та розграбовано невдовзі після відбудування.

## Сучасний стан
Станом на 2020 рік у Губині постійно проживають приблизно 25 осіб, переважно похилого віку. Інфраструктура: газ, електрика, асфальт (не на всіх вулицях), центральний водопровід, вуличне освітлення, нестійке покриття 4G оператора Київстар. Двічі на день ходить автобус із Києва. Магазин було закрито у 2019 році, фельдшерський пункт було закрито на початку 2010-х років, будівлі клубу, бані та інша інфраструктура закинута. У селі знаходиться два пам'ятники загиблим у німецько-радянській війні.

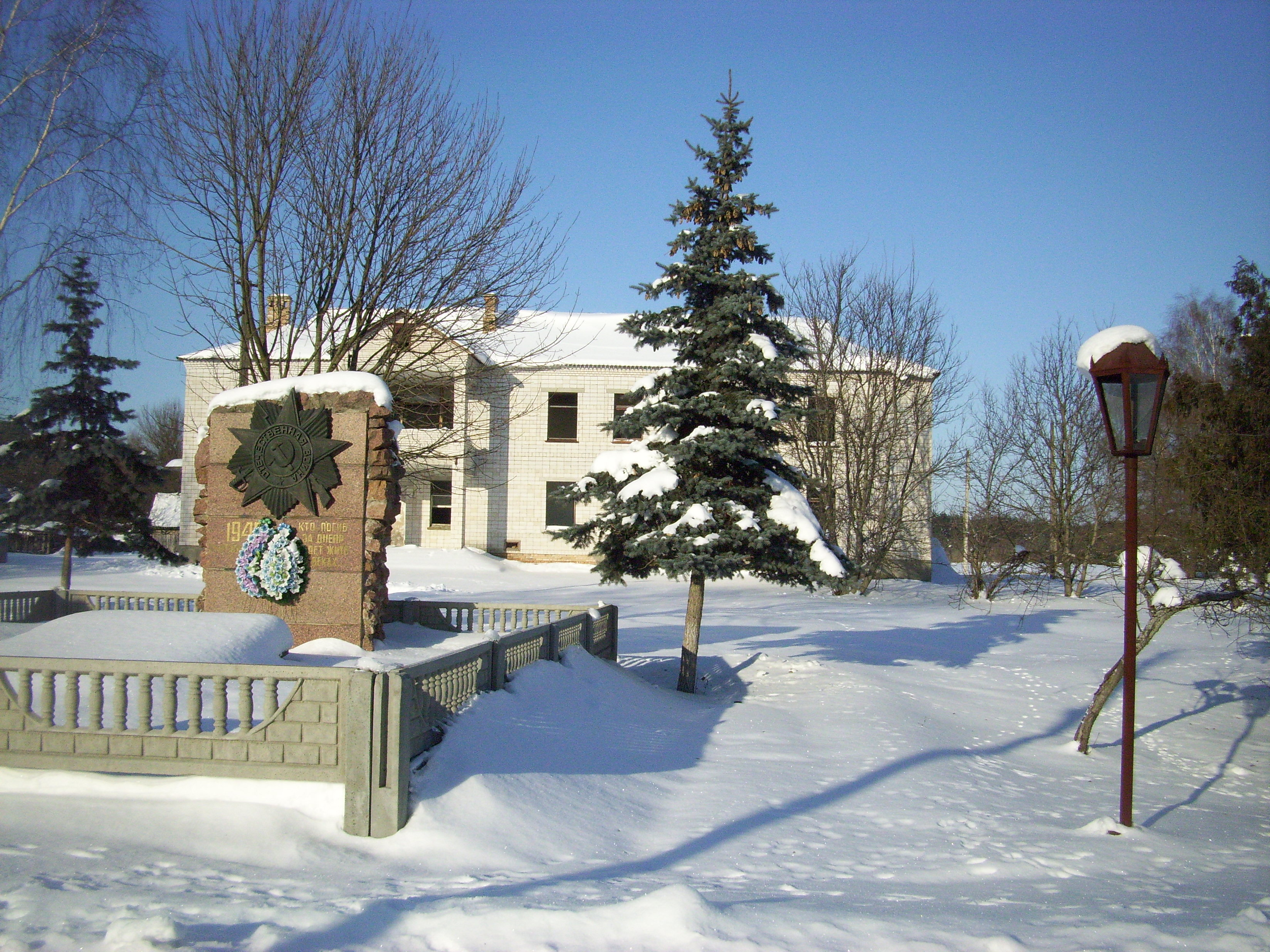
Центральна частина села

Одночасно з поступовим скороченням кількості місцевого населення, зростає кількість немісцевих власників, які використовують свої ділянки для сезонного відпочинку, як дачні маєтки. З'являються будинки котеджного типу.
До 2020 року село входило до Іванківського району Київської області та підпорядковувалася місцевому органу влади Горностайпільській сільській раді, однак внаслідок адміністративно-територіальної реформи Іванківський район та Горностайпільська сільська рада були ліквідовані.
12 червня 2020 року, відповідно до розпорядження Кабінету Міністрів України № 715-р «Про визначення адміністративних центрів та затвердження територій територіальних громад Київської області», увійшло до складу Іванківської селищної територіальної громади.
З 2020 року входить до складу Іванківської селищної громади із центром у смт. Іванків Вишгородського району. 